# ロバート・プリングル (政治家)
ロバート・プリングル（英語: Robert Pringle、1660年代 – 1736年9月13日）は、スコットランド王国出身の政治家。1718年に短期間戦時大臣を務めた。

## 生涯
初代準男爵サー・ロバート・プリングルとマーガレット・ホープ（Margaret Hope、クレイグホール卿ジョン・ホープの娘）の三男として生まれた。兄に第2代準男爵サー・ジョン・プリングルと裁判官のニューホール卿ウォルター・プリングルがいる。
1687年11月19日にライデン大学に入学した後、翌年の名誉革命でオラニエ公ウィレム3世（後のイングランド王ウィリアム3世）の軍勢に従軍してイングランドに渡ったが、直後に軍務から引退した。1695年4月29日にスコットランド担当事務次官（Under-Secretary of State for Scotland）に任命され、アン女王の治世（1702年 – 1714年）でもスコットランド王国とイングランド王国の合同論争に巻き込まれず、引き続き事務次官を務め、1710年6月に南部省事務次官に昇進した。
1718年5月18日から12月24日までの7か月間に戦時大臣を務め、11月に陸軍の予算を大蔵省に提出した。
ハムステッドに住んだが、オランダとの関係は切らず、1736年9月13日にロッテルダムで死去した。

## 家族
ロー氏（Miss Law、1736年以前没）と結婚して、1男ロバートをもうけた。